# L'Épingle
Pour l’article ayant un titre homophone, voir Lépingle.
L'Épingle est une nouvelle de Guy de Maupassant, parue en 1885.

## Historique
Signée Maufrigneuse, L'Épingle est une nouvelle écrite par Guy de Maupassant et publiée initialement dans le quotidien Gil Blas du 13 août 1885, avant d'être reprise dans le recueil Monsieur Parent.

## Résumé
Invité dans la maison du Français, un exilé, le narrateur est intrigué par une épingle à cheveux piquée dans un carré de 
satin et exposée sur un mur.

## Éditions
- Gil Blas, 1885
- Monsieur Parent recueil  paru en 1885 chez l'éditeur Paul Ollendorff.
- Maupassant, Contes et Nouvelles, tome II, texte établi et annoté par Louis Forestier, éditions Gallimard, Bibliothèque de la Pléiade, 1979.

## Lire
- Lien vers la version de  L'Épingle dans Monsieur Parent